# Лобач (гора)
Лобач (також місцева назва Обач, тат. Лабач, місцева назва тат. Айгыр-тау) — гора, ландшафтний заказник (з 1991 року) в Камсько-Устінському районі Татарстану, на правому березі річки Волга, навпроти місця злиття з річкою Кама.

## Фізико-географічна характеристика
Гора являє собою останець висотою 136 м на південний схід від селища Камське Устьє. В деяких джерелах відноситься до Богородських гір. Площа заказника 241 га.
Гора поєднує в собі ландшафтні, історичні та геологічні пам'ятки. На крутих обривах до Волги оголюються верхнєпермські корінні породи, серед яких можна бачити доломіти і вапняки, загіпсовані доломіти, аргіліти і мергелі. З 3 км берегової лінії, що облямовує Лобач зі сходу і півночі, понад 2 км припадає на зсувні ділянки. У 1937 році в яру біля гори Лобач виявлено 2 повних скелета мамонтів. Відомо про 13 археологічних пам'яток: стоянки стародавніх людей епохи палеоліту і 1 тис. нашої ери.
На горі ростуть рідкісні види рослин: козелець пурпуровий, бедринець вапнолюбний, тирлич вузьколистий, звіробій витончений.
Поруч з горою розташований ще один природний заповідник — Антонівські яри, а також Юр'ївська печера — найдовша в Середньому Поволжі і одна з найдовших (2-а) в Поволжі.

## Історія
У 1870 році в околицях гори пише ескізи до картини «Бурлаки на Волзі» Ілля Рєпін.
Під час Громадянської війни восени 1918 року на Волзі і Камі в районі Лобача відбувалося бій, довгий час на горі зберігалася система окопів.
Лобач зображений на прапорі Камсько-Устинського району з 2006 року.